# Supercopa de Costa Rica 2023
La Supercopa de Costa Rica de 2023, también conocida como la Supercopa Liga Promerica por motivos de patrocinio, fue la 9ª edición.

## Equipos participantes
|  |  | Deportivo Saprissa |  | Campeón del 2022 y 2023              |
|  |  | C.S. Herediano     |  | Segunda posición de la tabla general |

## Reporte de partido
| 18 de julio | Deportivo Saprissa | 1:0 (0:0) | C. S. Herediano | Estadio Nacional de Costa Rica, San José                   |                                                            |
| 20:00       | Rodríguez 63'      |           |                 | Asistencia: 10 169 espectadores Árbitro(s): Keylor Herrera | Asistencia: 10 169 espectadores Árbitro(s): Keylor Herrera |

| 1     | POR   | Esteban Alvarado |     |
| 28    | DEF   | Gerald Taylor    |     |
| 3     | DEF   | Pablo Arboine    |     |
| 33    | DEF   | Douglas Sequeira | 59' |
| 19    | DEF   | Ryan Bolaños     | 23' |
| 22    | MED   | Youstin Salas    | 60' |
| 20    | MED   | Mariano Torres   | 34' |
| 8     | MED   | David Guzmán     |     |
| 26    | MED   | Julen Cordero    | 59' |
| 9     | MED   | Javon East       |     |
| 24    | DEL   | Orlando Sinclair |     |
| D. T. | D. T. | Vladimir Quesada |     |

| 1     | POR   | Aarón Cruz      |     |
| 24    | DEF   | Miguel Basulto  |     |
| 5     | DEF   | Haxzel Quirós   |     |
| 3     | DEF   | Fernán Faerron  |     |
| 21    | DEF   | Everardo Rubio  |     |
| 16    | DEF   | Darril Araya    | 85' |
| 28    | MED   | Gerson Torres   | 67' |
| 17    | MED   | Yeltsin Tejeda  |     |
| 10    | MED   | Elías Aguilar   | 67' |
| 18    | DEL   | Joseph Bolaños  | 46' |
| 9     | DEL   | José Godínez    | 67' |
| D. T. | D. T. | Jeaustin Campos |     |

| 7  | DEF | Jefry Valverde   | 23' |
|    | MED | Jefferson Brenes | 34' |
| 23 | DEL | Luis Paradela    | 59' |
| 14 | DEL | Ariel Rodríguez  | 59' |
| 27 | MED | Samir Taylor     | 60' |

| 15 | MED | Kenneth Vargas       | 46' |
| 77 | DEL | José Guillermo Ortiz | 67' |
|    | MED | Ronaldo Araya        | 67' |
| 30 | MED | Deyver Vega          | 67' |
| 99 | DEL | Keyner Brown         | 85' |

| 63' | Ariel Rodríguez |  |

| 5' · 16' · 69' | Gerald Taylor David Guzmán Jefry Valverde |

| 28' · 45+2' · 70' · 89' | Yeltsin Tejeda Haxzel Quirós Fernán Faerron Deyver Vega |

| 43' | Orlando Sinclair |

| Otorgado · Otorgado otra vez · Expulsado | Yeltsin Tejeda |

| Principal  | Keylor Herrera   |
| Asistentes | William Chow     |
|            | Carlos Fernández |
| Cuarto     | Josué Ugalde     |

| 1     | POR   | Esteban Alvarado |     |
| 28    | DEF   | Gerald Taylor    |     |
| 3     | DEF   | Pablo Arboine    |     |
| 33    | DEF   | Douglas Sequeira | 59' |
| 19    | DEF   | Ryan Bolaños     | 23' |
| 22    | MED   | Youstin Salas    | 60' |
| 20    | MED   | Mariano Torres   | 34' |
| 8     | MED   | David Guzmán     |     |
| 26    | MED   | Julen Cordero    | 59' |
| 9     | MED   | Javon East       |     |
| 24    | DEL   | Orlando Sinclair |     |
| D. T. | D. T. | Vladimir Quesada |     |

| 1     | POR   | Aarón Cruz      |     |
| 24    | DEF   | Miguel Basulto  |     |
| 5     | DEF   | Haxzel Quirós   |     |
| 3     | DEF   | Fernán Faerron  |     |
| 21    | DEF   | Everardo Rubio  |     |
| 16    | DEF   | Darril Araya    | 85' |
| 28    | MED   | Gerson Torres   | 67' |
| 17    | MED   | Yeltsin Tejeda  |     |
| 10    | MED   | Elías Aguilar   | 67' |
| 18    | DEL   | Joseph Bolaños  | 46' |
| 9     | DEL   | José Godínez    | 67' |
| D. T. | D. T. | Jeaustin Campos |     |

| 7  | DEF | Jefry Valverde   | 23' |
|    | MED | Jefferson Brenes | 34' |
| 23 | DEL | Luis Paradela    | 59' |
| 14 | DEL | Ariel Rodríguez  | 59' |
| 27 | MED | Samir Taylor     | 60' |

| 15 | MED | Kenneth Vargas       | 46' |
| 77 | DEL | José Guillermo Ortiz | 67' |
|    | MED | Ronaldo Araya        | 67' |
| 30 | MED | Deyver Vega          | 67' |
| 99 | DEL | Keyner Brown         | 85' |

| 63' | Ariel Rodríguez |  |

| 5' · 16' · 69' | Gerald Taylor David Guzmán Jefry Valverde |

| 28' · 45+2' · 70' · 89' | Yeltsin Tejeda Haxzel Quirós Fernán Faerron Deyver Vega |

| 43' | Orlando Sinclair |

| Otorgado · Otorgado otra vez · Expulsado | Yeltsin Tejeda |

| Principal  | Keylor Herrera   |
| Asistentes | William Chow     |
|            | Carlos Fernández |
| Cuarto     | Josué Ugalde     |

| 1     | POR   | Esteban Alvarado |     |
| 28    | DEF   | Gerald Taylor    |     |
| 3     | DEF   | Pablo Arboine    |     |
| 33    | DEF   | Douglas Sequeira | 59' |
| 19    | DEF   | Ryan Bolaños     | 23' |
| 22    | MED   | Youstin Salas    | 60' |
| 20    | MED   | Mariano Torres   | 34' |
| 8     | MED   | David Guzmán     |     |
| 26    | MED   | Julen Cordero    | 59' |
| 9     | MED   | Javon East       |     |
| 24    | DEL   | Orlando Sinclair |     |
| D. T. | D. T. | Vladimir Quesada |     |

| 1     | POR   | Aarón Cruz      |     |
| 24    | DEF   | Miguel Basulto  |     |
| 5     | DEF   | Haxzel Quirós   |     |
| 3     | DEF   | Fernán Faerron  |     |
| 21    | DEF   | Everardo Rubio  |     |
| 16    | DEF   | Darril Araya    | 85' |
| 28    | MED   | Gerson Torres   | 67' |
| 17    | MED   | Yeltsin Tejeda  |     |
| 10    | MED   | Elías Aguilar   | 67' |
| 18    | DEL   | Joseph Bolaños  | 46' |
| 9     | DEL   | José Godínez    | 67' |
| D. T. | D. T. | Jeaustin Campos |     |

| 7  | DEF | Jefry Valverde   | 23' |
|    | MED | Jefferson Brenes | 34' |
| 23 | DEL | Luis Paradela    | 59' |
| 14 | DEL | Ariel Rodríguez  | 59' |
| 27 | MED | Samir Taylor     | 60' |

| 15 | MED | Kenneth Vargas       | 46' |
| 77 | DEL | José Guillermo Ortiz | 67' |
|    | MED | Ronaldo Araya        | 67' |
| 30 | MED | Deyver Vega          | 67' |
| 99 | DEL | Keyner Brown         | 85' |

| 63' | Ariel Rodríguez |  |

| 5' · 16' · 69' | Gerald Taylor David Guzmán Jefry Valverde |

| 28' · 45+2' · 70' · 89' | Yeltsin Tejeda Haxzel Quirós Fernán Faerron Deyver Vega |

| 43' | Orlando Sinclair |

| Otorgado · Otorgado otra vez · Expulsado | Yeltsin Tejeda |

| Principal  | Keylor Herrera   |
| Asistentes | William Chow     |
|            | Carlos Fernández |
| Cuarto     | Josué Ugalde     |

| 1     | POR   | Esteban Alvarado |     |
| 28    | DEF   | Gerald Taylor    |     |
| 3     | DEF   | Pablo Arboine    |     |
| 33    | DEF   | Douglas Sequeira | 59' |
| 19    | DEF   | Ryan Bolaños     | 23' |
| 22    | MED   | Youstin Salas    | 60' |
| 20    | MED   | Mariano Torres   | 34' |
| 8     | MED   | David Guzmán     |     |
| 26    | MED   | Julen Cordero    | 59' |
| 9     | MED   | Javon East       |     |
| 24    | DEL   | Orlando Sinclair |     |
| D. T. | D. T. | Vladimir Quesada |     |

| 1     | POR   | Aarón Cruz      |     |
| 24    | DEF   | Miguel Basulto  |     |
| 5     | DEF   | Haxzel Quirós   |     |
| 3     | DEF   | Fernán Faerron  |     |
| 21    | DEF   | Everardo Rubio  |     |
| 16    | DEF   | Darril Araya    | 85' |
| 28    | MED   | Gerson Torres   | 67' |
| 17    | MED   | Yeltsin Tejeda  |     |
| 10    | MED   | Elías Aguilar   | 67' |
| 18    | DEL   | Joseph Bolaños  | 46' |
| 9     | DEL   | José Godínez    | 67' |
| D. T. | D. T. | Jeaustin Campos |     |

| 7  | DEF | Jefry Valverde   | 23' |
|    | MED | Jefferson Brenes | 34' |
| 23 | DEL | Luis Paradela    | 59' |
| 14 | DEL | Ariel Rodríguez  | 59' |
| 27 | MED | Samir Taylor     | 60' |

| 15 | MED | Kenneth Vargas       | 46' |
| 77 | DEL | José Guillermo Ortiz | 67' |
|    | MED | Ronaldo Araya        | 67' |
| 30 | MED | Deyver Vega          | 67' |
| 99 | DEL | Keyner Brown         | 85' |

| 63' | Ariel Rodríguez |  |

| 5' · 16' · 69' | Gerald Taylor David Guzmán Jefry Valverde |

| 28' · 45+2' · 70' · 89' | Yeltsin Tejeda Haxzel Quirós Fernán Faerron Deyver Vega |

| 43' | Orlando Sinclair |

| Otorgado · Otorgado otra vez · Expulsado | Yeltsin Tejeda |

| Principal  | Keylor Herrera   |
| Asistentes | William Chow     |
|            | Carlos Fernández |
| Cuarto     | Josué Ugalde     |

|                            |
| Campeón Deportivo Saprissa |
| 3.er título                |